# Okręglica (powiat opatowski)
Okręglica – wieś sołecka w Polsce położona w województwie świętokrzyskim, w powiecie opatowskim, w gminie Sadowie
| SIMC    | Nazwa       | Rodzaj    |
| ------- | ----------- | --------- |
| 1018410 | Okręgliczka | część wsi |

W latach 1975–1998 miejscowość położona była w województwie tarnobrzeskim.

## Historia
Według Słownika geograficznego Królestwa Polskiego w latach 80. XIX wieku folwark w gminie Bodzechów. Był tu jeden dom, 17 mieszkańców i 254 morgi ziemi.